# Paphiopedilum lowii
Paphiopedilum lowii é uma espécie de orquídea (Orchidaceae) do Sudeste Asiático. Há uma variedade, denominada richardianum, do Sulawesi, qua alguns taxonomistas preferem classificar como espécie à parte.